# Не скажу! (мультфильм)
«Не скажу!» — российский рисованный мультфильм 2006 года, созданный на студии «Пилот». Режиссёр Елена Чернова создала его по мотивам русской народной сказки «Вещий сон».
Мультфильм входит в мультсериал «Гора самоцветов». В начале мультфильма — пластилиновая заставка «Мы живём в России — Ростов».

## Роли озвучивали
- Ирина Муравьёва — царевна Елена
- Владислав Галкин — Иван
- Анатолий Лобоцкий — царевич Василий / торговец на базаре / рассказчик
- Эдуард Назаров — отец Ивана / один из стариков / орёл
- Анжелика Волчкова — мать Ивана / царевна Марья / щука / торговка на базаре
- Александр Леньков — двое стариков

## Создатели
| Автор сценария                        | Эдуард Назаров |
| Режиссёр и Художник-постановщик       | Елена Чернова |
| Композитор                            | Алексей Яковель |
| Звукорежиссёр                         | Игорь Яковель |
| Аниматоры                             | Мария Никулина, Екатерина Волкова, Ольга Меркурьева, Ирина Ткаченко, Яна Доронина, Юлия Некепелова, Наватан Габибова, Наталья Акашкина, Наталья Соколова, Алексей Зайцев, Дина Хусяинова, Людмила Потоцкая, Юрий Петров                                   |
| Художники                             | Наталья Полетаева, Ирина Ткаченко, Юлия Некепелова, Людмила Потоцкая, Ольга Тачаева, Анастасия Мелехина, Дина Хусяинова, Виола Акопян, Ольга Антоненкова, Светлана Васильева, Наватан Габибова, Мария Ескина, Анастасия Захарова, Наталья Константинова   |
| Ассистенты художника-постановщика     | Виктория Кирдий, Наталья Полетаева, Надежда Паргачёва |
| Ассистент режиссёра                   | Оксана Фомушкина |
| Заливка                               | Платон Гурьев, Мария Ескина |
| Съёмка и спецэффекты                  | Алексей Ганков, Анастасия Шиляева, Мария Кулланда, Владислав Поликарпов |
| Директор картины                      | Игорь Гелашвили |
| Продюсер                              | Ирина Капличная |
| Над пластилиновой заставкой работали: | - авторы текста: Александр Татарский, Валентин Телегин - режиссер: Сергей Меринов - художник-постановщик: Галина Голубева - Композитор: Лев Землинский - Текст читает: Александр Леньков - Аниматор: Наталья Акашккина - Оператор-монтажёр: Андрей Пучнин |
| Художественный совет проекта          | Эдуард Назаров, Александр Татарский, Михаил Алдашин, Валентин Телегин, Георгий Заколодяжный |
| Руководитель проекта                  | Александр Татарский |
| Генеральный продюсер проекта          | Игорь Гелашвили |

## Фестивали и награды
2006 — XI Международный фестиваль детского анимационного кино «Золотая рыбка»:
- Официальный приз фестиваля: Гран-при — цикл «Гора самоцветов», худ.рук. Александр Татарский
- Приз детского жюри «За сказочность» фильму «Не скажу!» (реж. Елена Чернова)[1].